# Myotis welwitschii
Il vespertilio di Welwitsch (Myotis welwitschii  Gray, 1866) è un pipistrello della famiglia dei vespertilionidi diffuso in Africa orientale e meridionale.

## Descrizione

### Dimensioni
Pipistrello di piccole dimensioni, con la lunghezza totale tra 112 e 132 mm, la lunghezza dell'avambraccio tra 52 e 60 mm, la lunghezza della coda tra 55 e 65 mm, la lunghezza del piede tra 9,5 e 13 mm, la lunghezza delle orecchie tra 19 e 25 mm, un'apertura alare fino a 38,3 cm e un peso fino a 19 g.

### Aspetto
La pelliccia è lunga, densa e lanosa. Le parti dorsali sono arancioni, mentre le parti ventrali sono color crema. La base dei peli è ovunque nerastra. Il muso è largo e ricoperto densamente di piccoli peli e macchioline nerastre, il labbro superiore è frangiato. Le orecchie sono bruno-rossastre, lunghe e con l'estremità arrotondata. Il trago è lungo, appuntito e con un piccolo lobo rotondo alla base. Le ali sono arancioni, con le membrane tra le dita nere e attaccate posteriormente alla base delle dita dei piedi, i quali sono stretti. La coda è lunga ed inclusa completamente nell'ampio uropatagio, il quale è arancione, con il margine libero marcato di nero e ricoperto di piccole macchioline nere. Il calcar è lungo e con un piccolo lobo di rinforzo all'estremità. Il cariotipo è 2n=44 FNa=50.

### Ecolocazione
Emette ultrasuoni a basso ciclo di lavoro, sotto forma di impulsi di breve durata a banda larga e frequenza modulata finale a 9–33 kHz e massima energia a 35–55 kHz.

## Biologia

### Comportamento
Si rifugia solitariamente o in coppie negli edifici, nelle boscaglie, nelle cavità degli alberi e tra il denso fogliame. Talvolta si trova anche nelle grotte profonde. Il suo volo è lento e altamente manovrato.

### Alimentazione
Si nutre di insetti, particolarmente di coleotteri ed emitteri, catturati in volo.

## Distribuzione e habitat
Questa specie è diffusa nell'Africa orientale dall'Etiopia occidentale, Sudan del Sud sud-orientale fino al Kenya occidentale, Uganda, Tanzania, Ruanda, Burundi e in quella meridionale, dalla Repubblica Democratica del Congo meridionale, allo Zambia, Zimbabwe, Mozambico, Malawi, Angola centro-orientale, Swaziland, Lesotho e Sudafrica nord-orientale. Sono stati catturati esemplari anche nella Guinea sud-orientale.
Vive in diversi tipi di habitat, dalle foreste secche tropicali, foreste montane e umide, savane secche e umide, arbusteti e praterie d'altura fino a 2.200 metri di altitudine.

## Conservazione
La IUCN Red List, considerato il vasto areale e la popolazione presumibilmente numerosa, classifica M.welwitschii come specie a rischio minimo (Least Concern)).